# Ella Weber

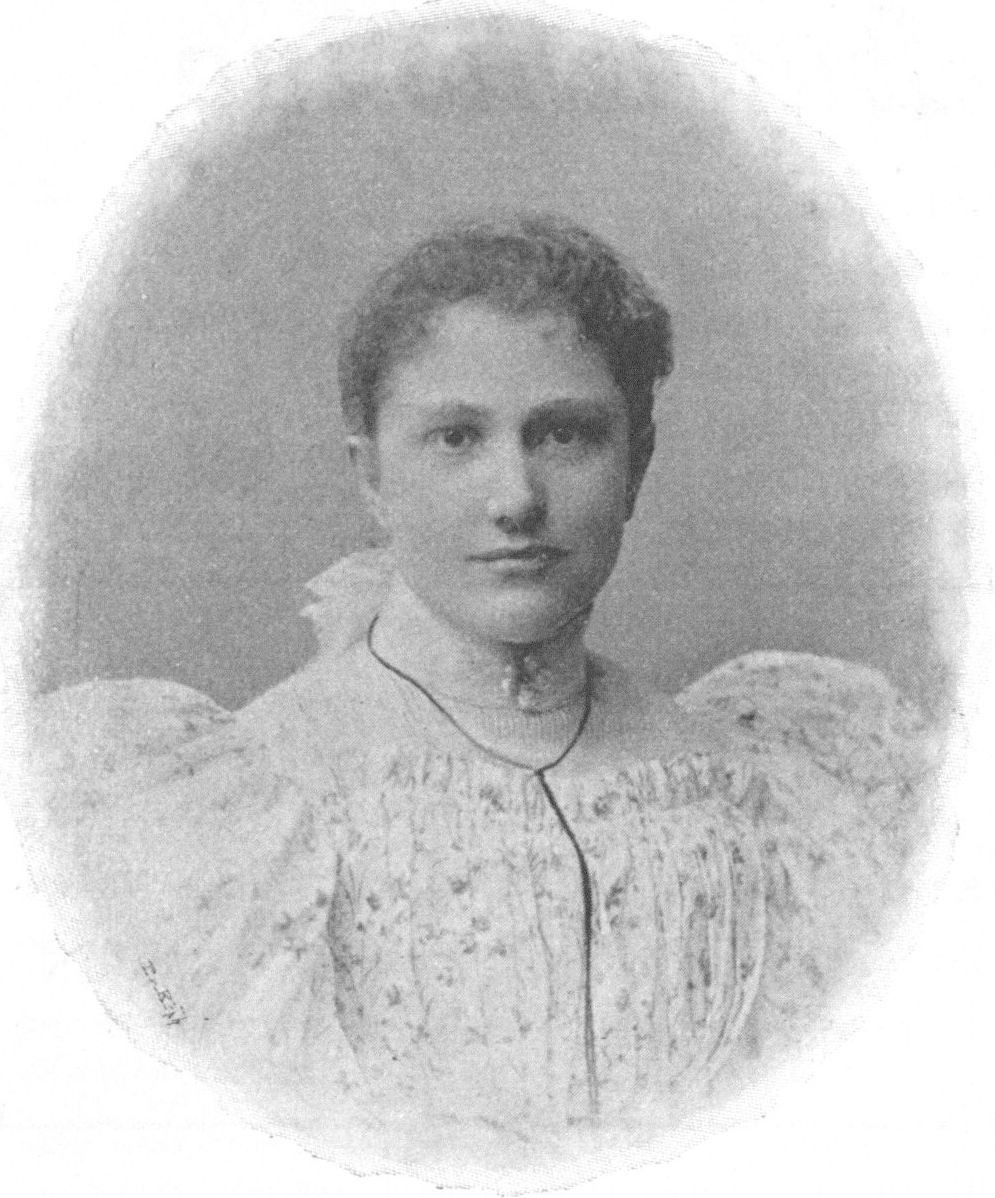
Ella Weber (1900)

Gabriele Julie Emilie Nanette „Ella“ Weber (* 25. Oktober 1860 in Wien; † nach 1914) war eine österreichische Bildhauerin.

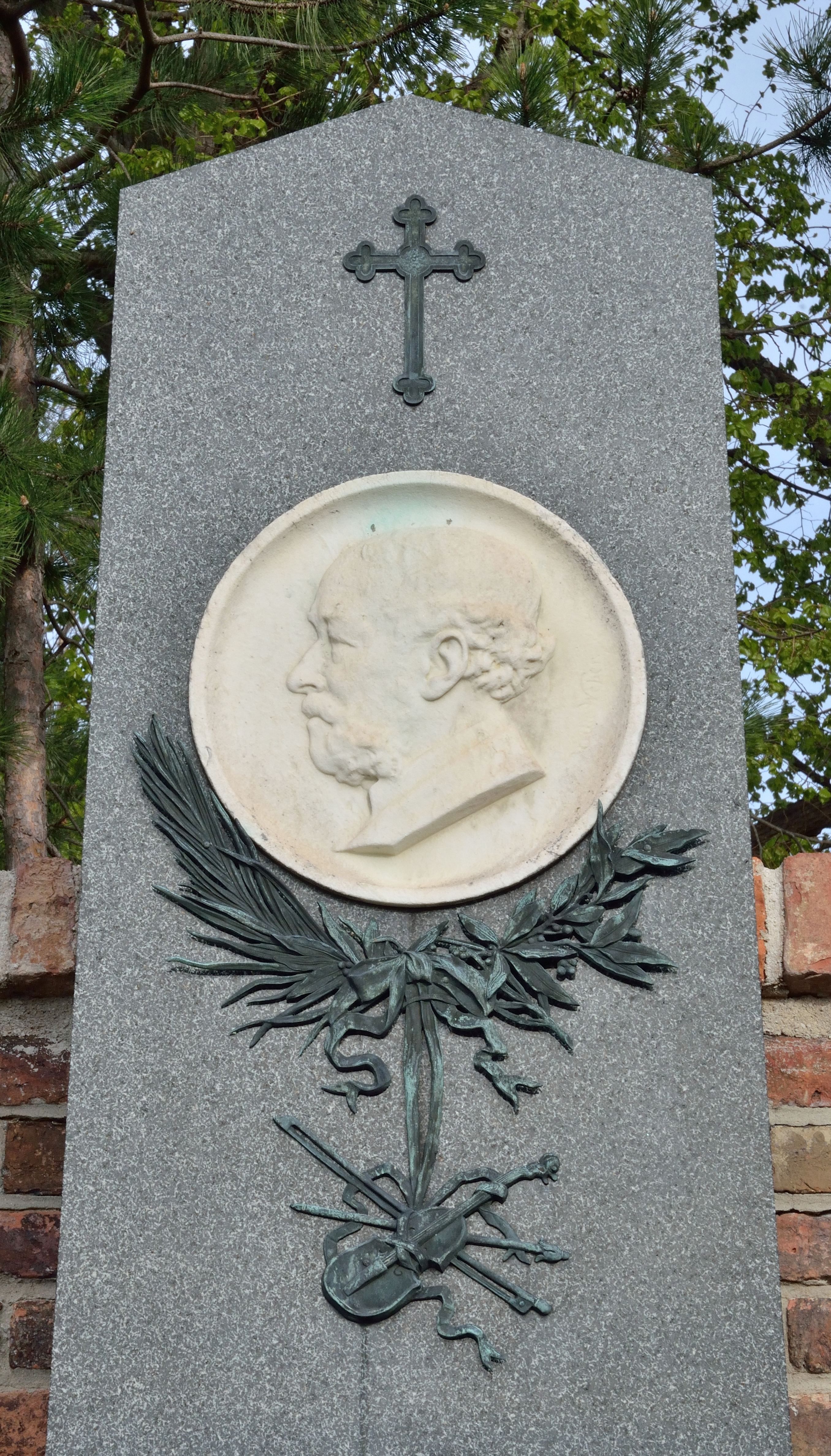
Detail des Grabs von Josef Hellmesberger junior

## Leben
Weber besuchte die Wiener Kunstgewerbeschule, studierte Zeichnen und Landschaftsmalerei bei Rudolf Geyling und Modellieren bei Edmund von Hellmer. Ihr Studium setzte sie in Paris bei Denys Puech fort. Sie wirkte in Wien und Paris.
Sie gehörte der Vereinigung Österreichischer Bildender Künstler und Künstlerinnen sowie von 1886 bis 1892 dem Verein der Schriftstellerinnen und Künstlerinnen Wien an.
Weber war hauptsächlich Porträtbildhauerin. In Wien schuf sie ein Marmormedaillon mit einem Porträt von Paul Pretsch sowie das Grabmal von Josef Hellmesberger junior.
Sie betrieb ein Atelier in Paris und erteilte Privatunterricht. Ihre weitere Karriere nach der Jahrhundertwende ist unbekannt.